# Brada-Rybníček
Brada-Rybníček je obec v okrese Jičín v Královéhradeckém kraji. Leží tři až čtyři kilometry severozápadně od Jičína. Žije zde 187 obyvatel.

## Historie
První písemná zmínka o Bradech pochází z roku 1258 (Naczeradus de Parcz), první zmínka o Rybníčku se datuje rokem 1376 (bona sua in Rybnyczek).

## Obyvatelstvo
| Rok            | 1869 | 1880 | 1890 | 1900 | 1910 | 1921 | 1930 | 1950 | 1961 | 1970 | 1980 | 1991 | 2001 | 2011 | 2021 |
| -------------- | ---- | ---- | ---- | ---- | ---- | ---- | ---- | ---- | ---- | ---- | ---- | ---- | ---- | ---- | ---- |
| Počet obyvatel | 250  | 268  | 240  | 271  | 259  | 247  | 229  | 161  | 131  | 115  | 72   | 56   | 66   | 128  | 184  |
| Počet domů     | 33   | 35   | 36   | 42   | 47   | 49   | 53   | 57   | 44   | 40   | 33   | 46   | 49   | 68   | 87   |

## Obecní správa
Obec Brada-Rybníček vznikla 24. listopadu 1990 sloučením dvou částí, jimiž jsou Brada a Rybníček.

### Části obce

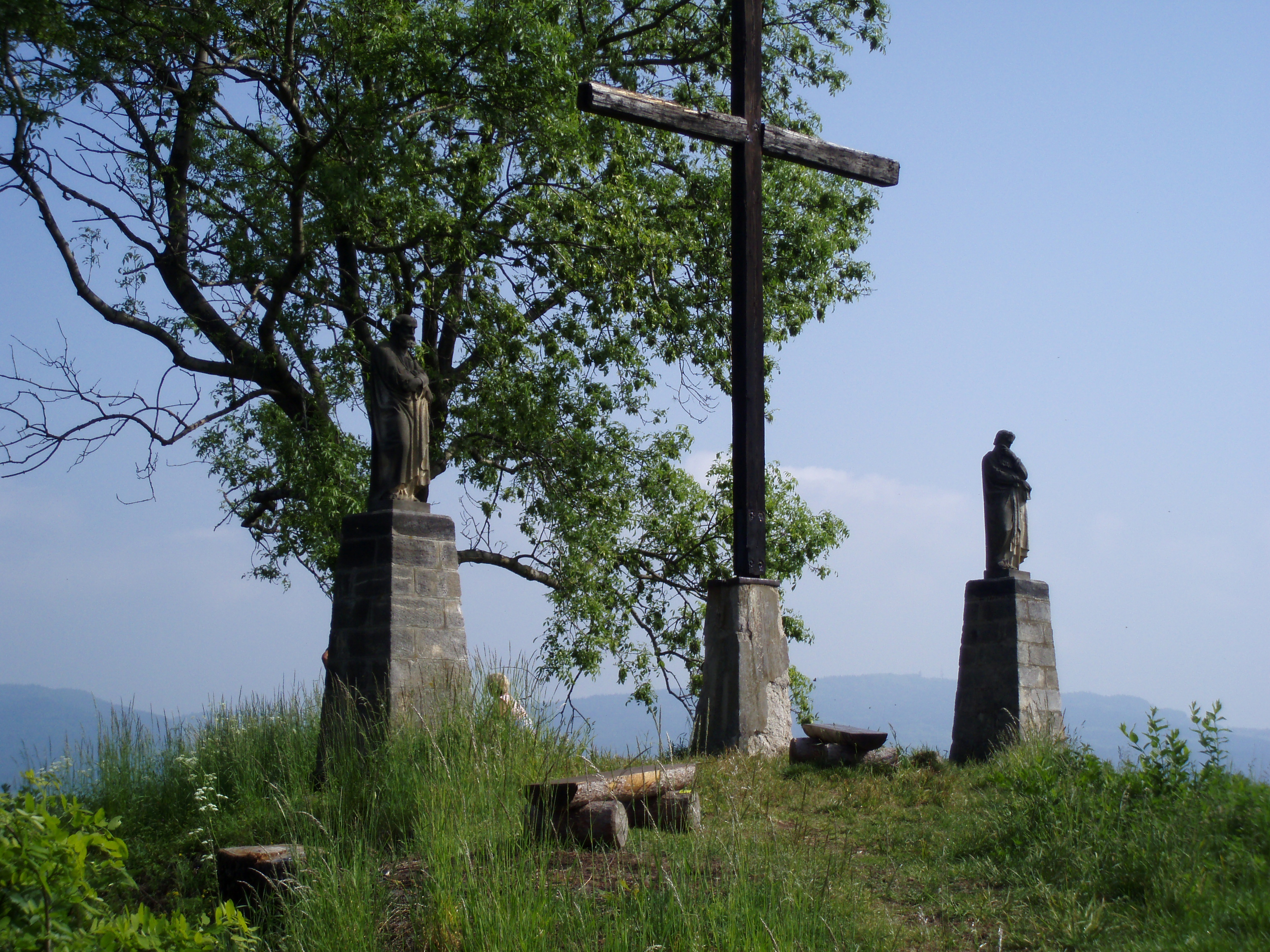
Kříž se sochami sv. Petra a Pavla na kopci Brada

- Brada
- Rybníček

### Obecní symboly
Znak a vlajka byly obci uděleny rozhodnutím předsedy Poslanecké sněmovny Parlamentu České republiky dne 14. prosince 2018.

### Zastupitelstvo
Tato obec má 7 zastupitelů.

## Pamětihodnosti
- Zříceniny hradu Brada, doloženého v polovině 13. století a zpustlého již v 15. století, dnes jen nepatrné zbytky zdiva na vrchu nad vsí
- Kříž se sochami sv. Petra a Pavla tamtéž
- Kostel sv. Bartoloměje
- Dřevěná hranolová zvonice při kostele
- Výklenková kaple sv. Isidora, barokní z roku 1727